# Blackburn Rovers Football Club 2021-2022
Questa voce raccoglie le informazioni riguardanti il Blackburn Rovers Football Club nelle competizioni ufficiali della stagione 2021-2022.

## Stagione
La stagione 2021-2022 è la quarta consecutiva per i Rovers in Championship, dopo la promozione in cadetteria arrivata nella stagione 2017-2018.
Le grandi novità di formazione, guidata ancora dal manager Tony Mowbray, sono dovute tanto ai rilasci decisi dal Club in estate, quanto alle scelte imposte dal mercato. In particolare, i Rovers si separano da alcuni giocatori simbolo delle ultime stagioni, come: Charlie Mulgrew, Corry Evans, Amari'i Bell, Stewart Downing e Lewis Holtby. Le due grandi cessioni, però, sono quelle di David Raya e Adam Armstrong; il primo riscattato per circa 2 milioni di sterline dal Brentford dopo la promozione in Premier League, mentre il secondo viene acquistato dal Southampton per una cifra che i tabloid dicono aggirarsi intorno ai 15 milioni di sterline. Nello specifico, è proprio la partenza di Armstrong, apparentemente non rimpiazzato (l'unico acquisto estivo dei Rovers è il giovane terzino Tayo Edun, arrivato dal Lincoln) a preoccupare la tifoseria che, infatti, nelle prime uscite stagionali non si dimostra particolarmente attiva, arrivando a riempire le tribune di Ewood Park per circa un 30%.
Anche le partite di pre-season non sono portatrici di grandi emozioni: dei cinque match disputati, il Blackburn vince solo la prima gara dell'anno, contro i semiprofessionisti del Fylde (1-0), perdendo poi i successivi due incontri (con Everton e Bradford City) e pareggiando gli altri due (con Leeds United e Bolton). Nonostante questo, il campionato parte con buoni risultati: gli uomini di Mowbray, infatti, collezionano 16 punti nelle prime nove partite, raggiungendo il sesto posto in classifica. Quello che sarà il momento più difficile della stagione, invece, arriva a cavallo tra la decima e la tredicesima giornata, laddove i Rovers portano a casa soltanto un punto (contro il Coventry City, 2-2) in quattro partite.
Da lì in avanti, però, la stagione svolta: nelle successive giornate il Blackburn comincia ad offrire migliori prestazioni e soprattutto una continuità di risultati che non si vedeva da qualche anno. Tra la quattordicesima e la ventiseiesima giornata, infatti, i Rovers ottengono la bellezza di 9 vittorie (con 2 pareggi e una sconfitta, pesantissima però, 0-7 casalingo contro il Fulham), la qual cosa li rende una delle squadre più in forma del campionato e di tutte e quattro le leghe professionistiche inglesi. Proprio in questo periodo, nonostante i possibili cali di forma dovuti ai casi di positività al COVID-19 in squadra (e tra le avversarie, che condizionano i cambiamenti di date e orari nel calendario), lo staff tecnico e i tifosi trovano una nuova stella alla quale fare riferimento: Ben Brereton Díaz. Il ragazzo classe 1999, che dall'autunno rappresenta la nazionale cilena in virtù delle origini della madre, comincia a trovare continuità e colpi di gran classe: con 20 gol all'attivo, infatti, è il secondo miglior marcatore del campionato (dietro ad Aleksandar Mitrović) e per distacco il migliore dei Rovers. Le sue grandi prestazioni, che attirano anche l'attenzione di club di Premier League per il mercato invernale, aiutano il Blackburn a risalire la classifica fino ad issarsi al terzo posto della graduatoria, fuori dalla zona di promozione diretta soltanto a causa della differenza reti (nei confronti del Bournemouth).
Febbraio è invece un mese complicato per i Rovers. Dalle quattro partite disputate in campionato, i ragazzi di Mowbray ottengono un solo punto (nello 0-0 esterno contro il West Brom), affiancato da ben tre sconfitte (di cui una pesantissima, 0-1, in 11 contro 10 e con un rigore sbagliato con lo Sheffield United). In tutto questo, viene anche rinviata la gara valida per la 33.ma giornata di Championship contro il Millwall, a causa dei danni provocati dalla tempesta Eunice al terreno di gioco di Ewood Park.
Il febbraio dei Rovers si conclude con un altro scontro di alta classifica, nell'anticipo del sabato, contro il QPR, vinto dai biancoblu per 1-0 grazie al quarto centro stagionale di Reda Khadra. La vittoria rilancia le ambizioni del Blackburn, che sale ora a 57 punti (-4 dal secondo posto, sebbene il Bournemouth abbia tre partite da recuperare rispetto ai Rovers) e scavalca proprio gli Hoops al quarto posto in classifica.
Nel mese di marzo i Rovers disputano cinque partite, di cui un recupero (contro il Millwall, pareggiato per 0-0), in Championship ma raccolgono soltanto quattro punti, frutto del successo contro il pericolante Derby County (3-1, reti di Wharton, Dolan e Gallagher) e del pari appena citato contro i Lions. Le sconfitte contro Fulham (0-2), Bristol City (0-1, a Ewood Park) e Reading (0-1) lasciano i ragazzi di Mowbray a troppa distanza dai primi due posti in classifica per poter sperare nella promozione diretta.
Anche il mese di aprile è avaro di soddisfazioni per il Blackburn. Nelle prime due gare del mese, i Rovers raccolgono due pareggi, rispettivamente per 2-2 contro il Coventry in trasferta (reti di Dack e Wharton, prima del pareggio di Gyökeres al 99') e per 1-1 in casa contro il Blackpool (gol di Gallagher). A causa di questi e dei risultati dagli altri campi, il Blackburn scivola momentaneamente fuori dalla zona play-off e non riesce ad invertire la tendenza nemmeno nel doppio impegno a cavallo di Pasqua (il famoso Easter Double). In queste due partite, infatti, arrivano due sconfitte molto diverse tra loro ma ugualmente pesanti: contro il Peterborough, i Rovers vanno in vantaggio con il gol del ritrovato Ben Brereton Díaz, ma capitolano a causa dell'ingenua espulsione di Edun e ai gol in rapida successione di Szmodics e Marriott; contro lo Stoke City, nonostante il record stagionale di pubblico sulle tribune di Ewood Park, lo 0-1 definitivo matura dopo soli 4' a causa della rete di Jacob Brown. In questo modo il Blackburn cade all'ottavo posto in classifica a tre punti dall'ultimo posto disponibile per andare ai play-off, ora rappresentato dallo Sheffield United.

## Maglie e sponsor
Per la stagione 2021-2022, i Rovers vengono vestiti dal marchio bolognese Macron, il quale realizza una divisa casalinga con i classici colori bianco e blu, mentre sceglie il rosso e il nero (colori utilizzati soprattutto nei primi anni di storia del Club) per la divisa da trasferta.
Main sponsor è il marchio di pneumatici inglese Recoverite. Dal 20 gennaio in avanti, invece, il nuovo sponsor stampato sul fronte delle divise è Totally Wicked, azienda di sigarette elettroniche nata nel 2019.
| Casa | Trasferta |

## Rosa
Rosa aggiornata al 20 aprile 2022.
| N. |                        | Ruolo | Calciatore          |
| -- | ---------------------- | ----- | ------------------- |
| 1  | Belgio (bandiera)      | P     | Thomas Kaminski     |
| 2  | Namibia (bandiera)     | D     | Ryan Nyambe         |
| 3  | Inghilterra (bandiera) | D     | Harry Pickering     |
| 4  | Inghilterra (bandiera) | C     | Bradley Johnson     |
| 5  | Spagna (bandiera)      | D     | Daniel Ayala        |
| 6  | Inghilterra (bandiera) | C     | Jacob Davenport     |
| 7  | Germania (bandiera)    | C     | Reda Khadra         |
| 8  | Inghilterra (bandiera) | C     | Joe Rothwell        |
| 9  | Inghilterra (bandiera) | A     | Sam Gallagher       |
| 10 | Inghilterra (bandiera) | A     | Tyrhys Dolan        |
| 11 | Inghilterra (bandiera) | C     | Joe Rankin-Costello |
| 13 | Inghilterra (bandiera) | P     | Ainsley Pears       |
| 14 | Inghilterra (bandiera) | A     | Daniel Butterworth  |
| 16 | Inghilterra (bandiera) | D     | Scott Wharton       |
| 17 | Inghilterra (bandiera) | C     | Harry Chapman       |
| 18 | Inghilterra (bandiera) | A     | Dilan Markanday     |

| N. |                        | Ruolo | Calciatore                 |
| -- | ---------------------- | ----- | -------------------------- |
| 19 | Inghilterra (bandiera) | C     | Leighton Clarkson          |
| 19 | Galles (bandiera)      | A     | Ryan Hedges                |
| 20 | Inghilterra (bandiera) | D     | Tayo Edun                  |
| 21 | Inghilterra (bandiera) | C     | John Buckley               |
| 22 | Cile (bandiera)        | A     | Ben Brereton Díaz          |
| 23 | Inghilterra (bandiera) | C     | Bradley Dack               |
| 24 | Inghilterra (bandiera) | D     | Hayden Carter              |
| 25 | Paesi Bassi (bandiera) | D     | Jan Paul van Hecke         |
| 26 | Irlanda (bandiera)     | D     | Darragh Lenihan (capitano) |
| 27 | Inghilterra (bandiera) | C     | Lewis Travis               |
| 28 | Inghilterra (bandiera) | D     | Ryan Giles                 |
| 30 | Inghilterra (bandiera) | C     | Ian Poveda                 |
| 36 | Inghilterra (bandiera) | D     | Tylor Magloire             |
| 37 | Galles (bandiera)      | A     | Jack Vale                  |
| 41 | Grecia (bandiera)      | P     | Antōnīs Stergiakīs         |
| 42 | Paesi Bassi (bandiera) | D     | Deyovaisio Zeefuik         |

## Calciomercato

### Sessione estiva(dal 01/07 al 31/08)
| Acquisti         | Acquisti           | Acquisti     | Acquisti              |
| R.               | Nome               | da           | Modalità              |
| ---------------- | ------------------ | ------------ | --------------------- |
| D                | Tayo Edun          | Lincoln City | definitivo (£400mila) |
| Altre operazioni |                    |              |                       |
| R.               | Nome               | da           | Modalità              |
| C                | Leighton Clarkson  | Liverpool    | prestito              |
| C                | Ian Poveda         | Leeds Utd    | prestito              |
| D                | Jan Paul van Hecke | Brighton     | prestito              |
| C                | Reda Khadra        | Brighton     | prestito              |

| Cessioni         | Cessioni        | Cessioni        | Cessioni            |
| R.               | Nome            | a               | Modalità            |
| ---------------- | --------------- | --------------- | ------------------- |
| A                | Adam Armstrong  | Southampton     | definitivo (£15mln) |
| D                | Amari'i Bell    | Luton Town      | gratuito            |
| C                | Elliott Bennett | Shrewsbury Town | gratuito            |
| C                | Corry Evans     | Sunderland      | gratuito            |
| D                | Joe Grayson     | Barrow          | gratuito            |
| C                | Lewis Holtby    | Holstein Kiel   | gratuito            |
| D                | Charlie Mulgrew | Dundee Utd      | gratuito            |
| C                | Ben Paton       | Ross County     | gratuito            |
| D                | Lewis Thompson  | Scunthorpe Utd  | gratuito            |
| Altre operazioni |                 |                 |                     |
| R.               | Nome            | a               | Modalità            |
| C                | Stewart Downing |                 | ritirato            |
| C                | Harry Chapman   | Burton Albion   | svincolato          |

### Sessione invernale(dal 01/01 al 31/01)
| Acquisti         | Acquisti           | Acquisti        | Acquisti   |
| R.               | Nome               | da              | Modalità   |
| ---------------- | ------------------ | --------------- | ---------- |
| A                | Dilan Markanday    | Tottenham       | definitivo |
| D                | James Brown        | Drogheda United | definitivo |
| A                | Ryan Hedges        | Aberdeen        | definitivo |
| Altre operazioni |                    |                 |            |
| R.               | Nome               | da              | Modalità   |
| D                | Deyovaisio Zeefuik | Hertha Berlino  | prestito   |
| D                | Ryan Giles         | Wolverhampton   | prestito   |

| Cessioni | Cessioni           | Cessioni         | Cessioni      |
| R.       | Nome               | a                | Modalità      |
| -------- | ------------------ | ---------------- | ------------- |
| C        | Leighton Clarkson  | Liverpool        | fine prestito |
| D        | Tylor Magloire     | Northampton Town | prestito      |
| D        | Hayden Carter      | Portsmouth       | prestito      |
| A        | Daniel Butterworth | Fleetwood Town   | prestito      |

## Risultati

### Championship
| Arbitro: | David Webb |

|                                        |           |              |
| Gallagher 36’ Brereton Díaz 48’ (rig.) | Marcatori | 52’ Paterson |

| Arbitro: | Andy Davies |

|                |           |                   |
| J. Wallace 64’ | Marcatori | 76’ Brereton Díaz |

| Arbitro: | Gavin Ward |

|                  |           |                       |
| Zinckernagel 69’ | Marcatori | 47’ Ayala 86’ Lenihan |

| Arbitro: | Tony Harrington |

|                   |           |                          |
| Brereton Díaz 51’ | Marcatori | 1’ Mowatt 45+4’ Phillips |

| Arbitro: | Michael Salisbury |

|            |           |               |
| Howson 36’ | Marcatori | 17’ Gallagher |

| Arbitro: | Oliver Langford |

|                         |           |                  |
| Dolan 27’ Pickering 31’ | Marcatori | 73’, 90+8’ Berry |

| Arbitro: | John Brooks |

|                             |           |  |
| Ayala 61’ Brereton Díaz 65’ | Marcatori |  |

| Barnsley 18 settembre 2021, ore 15:00 WEST 8ª giornata | Barnsley     | 0 – 0 referto | Blackburn | Oakwell (13 640 spett.)\| Arbitro: \| Andy Woolmer \| |
| Arbitro:                                               | Andy Woolmer |               |           |                                                       |

| Arbitro: | Keith Stroud |

|                                                              |           |              |
| Gallagher 24’ Brereton Díaz 32’, 45+2’, 90’ (rig.) Dolan 53’ | Marcatori | 58’ Morrison |

| Arbitro: | Jeremy Simpson |

|                           |           |                               |
| Vallejo 36’ Ward 60’, 84’ | Marcatori | 57’, 65’ (rig.) Brereton Díaz |

| Arbitro: | Josh Simpson |

|                     |           |                   |
| Lavery 4’ Yates 24’ | Marcatori | 50’ Brereton Díaz |

| Arbitro: | Matt Donohue |

|                            |           |                                   |
| Rothwell 39’ Gallagher 45’ | Marcatori | 50’ T. Walker 68’ (aut.) Kaminski |

| Arbitro: | David Webb |

|           |           |  |
| Chair 83’ | Marcatori |  |

| Arbitro: | Tony Harrington |

|                         |           |  |
| Gallagher 61’ Dolan 64’ | Marcatori |  |

| Arbitro: | Steve Martin |

|            |           |                       |
| Davies 89’ | Marcatori | 8’, 20’ Brereton Díaz |

| Arbitro: | Jarred Gillett |

|  |           |                                                              |
|  | Marcatori | Kebano 6’, 79’ Mitrović 19’ Wilson 54’, 58’ Muniz 81’, 90+1’ |

| Arbitro: | Oliver Langford |

|                                         |           |             |
| Khadra 37’ Brereton Díaz 59’ Poveda 70’ | Marcatori | Brewster 2’ |

| Arbitro: | John Busby |

|             |           |                   |
| O'Dowda 34’ | Marcatori | Brereton Díaz 75’ |

| Arbitro: | John Brooks |

|                                                  |           |  |
| Pickering 16’ Brereton Díaz 35’, 60’ Lenihan 45’ | Marcatori |  |

| Arbitro: | Tim Robinson |

|  |           |            |
|  | Marcatori | Khadra 52’ |

| Arbitro: | Gavin Ward |

|                   |           |  |
| Brereton Díaz 53’ | Marcatori |  |

| Arbitro: | Simon Hooper |

|  |           |                                  |
|  | Marcatori | Pearson 21’ (aut.) van Hecke 65’ |

| Arbitro: | Geoff Eltringham |

|                                                |           |  |
| Buclkey 6’ Khadra 52’ Brereton Díaz 60’ (rig.) | Marcatori |  |

| Arbitro: | Dean Whitestone |

|                                |           |              |
| Rothwell 24’ Brereton Díaz 65’ | Marcatori | Morris 45+1’ |

| Blackburn 2 gennaio 2022, ore 14:00 GMT 25ª giornata | Blackburn    | 0 – 0 referto | Huddersfield Town | Ewood Park (16 313 spett.)\| Arbitro: \| Keith Stroud \| |
| Arbitro:                                             | Keith Stroud |               |                   |                                                          |

| Arbitro: | Matt Donohue |

|  |           |              |
|  | Marcatori | Rothwell 14’ |

| Arbitro: | Thomas Bramall |

|                       |           |  |
| Honeyman 8’ Eaves 67’ | Marcatori |  |

| Arbitro: | Darren England |

|               |           |  |
| Gallagher 76’ | Marcatori |  |

| Luton 29 gennaio 2022, ore 15:00 GMT 29ª giornata | Luton Town      | 0 – 0 referto | Blackburn | Kenilworth Road (9 987 spett.)\| Arbitro: \| James Linington \| |
| Arbitro:                                          | James Linington |               |           |                                                                 |

| Arbitro: | Tim Robinson |

|             |           |  |
| Obafemi 16’ | Marcatori |  |

| Arbitro: | Josh Smith |

|  |           |                               |
|  | Marcatori | Garner 22’ Johnson 90’ (rig.) |

| West Bromwich 14 febbraio 2022, ore 20:00 GMT 32ª giornata | West Bromwich                | 0 – 0 referto | Blackburn | The Hawthorns (20 680 spett.)\| Arbitro: \| John Brooks (Leicestershire) \| |
| Arbitro:                                                   | John Brooks (Leicestershire) |               |           |                                                                             |

| Blackburn 8 marzo 2022, ore 19:45 GMT 33ª giornata | Blackburn       | 0 – 0 referto | Millwall | Ewood Park (12 874 spett.)\| Arbitro: \| Dean Whitestone \| |
| Arbitro:                                           | Dean Whitestone |               |          |                                                             |

| Arbitro: | Matt Donohue |

|                 |           |  |
| B. Davies 90+2’ | Marcatori |  |

| Arbitro: | Jeremy Simpson |

|            |           |  |
| Khadra 77’ | Marcatori |  |

| Arbitro: | David Webb |

|                       |           |  |
| Kebano 25’ Wilson 35’ | Marcatori |  |

| Arbitro: | Gavin Ward |

|  |           |               |
|  | Marcatori | Weimann 90+3’ |

| Arbitro: | Tony Harrington |

|                                       |           |              |
| Wharton 53’ Dolan 59’ Gallagher 90+7’ | Marcatori | Morrison 28’ |

| Arbitro: | James Linington |

|             |           |  |
| Laurent 78’ | Marcatori |  |

| Arbitro: | Peter Bankes |

|                                    |           |                      |
| Pickering 6’ (aut.) Gyökeres 90+9’ | Marcatori | Dack 46’ Wharton 82’ |

| Arbitro: | Matt Donohue |

|               |           |              |
| Gallagher 10’ | Marcatori | Ekpiteta 48’ |

| Arbitro: | Chris Kavanagh (Manchester) |

|                           |           |                   |
| Szmodics 83’ Marriott 87’ | Marcatori | Brereton Díaz 77’ |

| Arbitro: | Geoff Eltringham |

|  |           |          |
|  | Marcatori | Brown 4’ |

| Arbitro: | Jeremy Simpson |

|            |           |                                                 |
| Browne 29’ | Marcatori | Gallagher 9’ Buckley 12’ Lenihan 37’ Travis 52’ |

| Arbitro: | Keith Stroud |

|  |           |                              |
|  | Marcatori | Solanke 21’ Billing 70’, 79’ |

| Arbitro: | Andy Davies |

|              |           |                               |
| Pedersen 78’ | Marcatori | Buckley 29’ Brereton Díaz 45’ |

### FA Cup

#### Turni eliminatori
| Arbitro: | Tim Robinson |

|                                        |           |                      |
| Power 61’ Whatmough 75’ Aasgaard 90+4’ | Marcatori | Khadra 49’ Ayala 89’ |

### EFL Cup

#### Turni eliminatori
| Arbitro: | Steve Martin |

|           |           |                                  |
| Dolan 22’ | Marcatori | Stockton 49’ Phillips 84’ (rig.) |

## Statistiche

### Statistiche di squadra
Statistiche aggiornate al 10 maggio 2022.
| Competizione | Punti       | In casa | In casa | In casa | In casa | In casa | In casa | In trasferta | In trasferta | In trasferta | In trasferta | In trasferta | In trasferta | Totale | Totale | Totale | Totale | Totale | Totale | DR |
| Competizione | Punti       | G       | V       | N       | P       | Gf      | Gs      | G            | V            | N            | P            | Gf           | Gs           | G      | V      | N      | P      | Gf     | Gs     | DR |
| ------------ | ----------- | ------- | ------- | ------- | ------- | ------- | ------- | ------------ | ------------ | ------------ | ------------ | ------------ | ------------ | ------ | ------ | ------ | ------ | ------ | ------ | -- |
| Championship | 69          | 23      | 12      | 5       | 6       | 36      | 26      | 23           | 7            | 7            | 9            | 23           | 24           | 46     | 19     | 12     | 15     | 59     | 50     | +9 |
| FA Cup       | Terzo Turno | 0       | 0       | 0       | 0       | 0       | 0       | 1            | 0            | 0            | 1            | 2            | 3            | 1      | 0      | 0      | 1      | 2      | 3      | -1 |
| EFL Cup      | Primo Turno | 1       | 0       | 0       | 1       | 1       | 2       | 0            | 0            | 0            | 0            | 0            | 0            | 1      | 0      | 0      | 1      | 1      | 2      | -1 |
| Totale       | 69          | 24      | 12      | 5       | 7       | 37      | 28      | 24           | 7            | 7            | 10           | 25           | 27           | 48     | 19     | 12     | 17     | 62     | 55     | +7 |

### Andamento in campionato
| Giornata  | 1 | 2 | 3 | 4 | 5  | 6  | 7 | 8 | 9 | 10 | 11 | 12 | 13 | 14 | 15 | 16 | 17 | 18 | 19 | 20 | 21 | 22 | 23 | 24 | 25 | 26 | 27 | 28 | 29 | 30 | 31 | 32 | 33 | 34 | 35 | 36 | 37 | 38 | 39 | 40 | 41 | 42 | 43 | 44 | 45 | 46 |
| --------- | - | - | - | - | -- | -- | - | - | - | -- | -- | -- | -- | -- | -- | -- | -- | -- | -- | -- | -- | -- | -- | -- | -- | -- | -- | -- | -- | -- | -- | -- | -- | -- | -- | -- | -- | -- | -- | -- | -- | -- | -- | -- | -- | -- |
| Luogo     | C | T | T | C | T  | C  | C | T | C | T  | T  | C  | T  | C  | T  | C  | C  | T  | C  | T  | C  | T  | C  | C  | C  | T  | T  | C  | T  | T  | C  | T  | C  | T  | C  | T  | C  | C  | T  | T  | C  | T  | C  | T  | C  | T  |
| Risultato | V | N | V | P | N  | N  | V | N | V | P  | P  | N  | P  | V  | V  | P  | V  | N  | V  | V  | V  | V  | V  | V  | N  | V  | P  | V  | N  | P  | P  | N  | N  | P  | V  | P  | P  | V  | P  | N  | N  | P  | P  | V  | P  | V  |
| Posizione | 4 | 8 | 6 | 9 | 10 | 10 | 8 | 6 | 6 | 6  | 8  | 9  | 13 | 12 | 7  | 12 | 7  | 8  | 7  | 4  | 4  | 4  | 3  | 3  | 3  | 3  | 3  | 2  | 2  | 2  | 3  | 3  | 4  | 5  | 4  | 4  | 5  | 5  | 6  | 6  | 7  | 8  | 8  | 7  | 9  | 8  |

Legenda:

Luogo: C = Casa; T = Trasferta. Risultato: V = Vittoria; N = Pareggio; P = Sconfitta.